# Chuck Noll
Pour les articles homonymes, voir Noll.
(en) Statistiques sur pro-football-reference
Charles Henry Noll, dit Chuck Noll, né le 5 janvier 1932 à Cleveland et mort le 13 juin 2014 à Sewickley, est un joueur et entraîneur de football américain.

## Biographie
Son seul poste d'head-coach est avec les Steelers de Pittsburgh de 1969 à 1991. Noll a remporté 4 Super Bowls et est le second head-coach le plus victorieux de l'histoire de la National Football League (NFL).